# 앤더슨 쿠퍼 360°
《앤더슨 쿠퍼 360°》(앤더슨 쿠퍼 쓰리식스티, Anderson Cooper 360°)는 2003년 9월 8일부터 CNN에서 방송되고 있는 정보 프로그램이다. 미국의 저널리스트 앤더슨 쿠퍼가 사회를 담당한다. CNN 인터내셔널에서도 방송된다.
360°는 오후 8시(UTC)부터 9시까지 주 방송 스튜디오는 뉴욕에 뉴스 속보 이벤트 사이트에 위치한 CNN 타임 워너 센터 스튜디오에서 생방송으로 진행하고 있으나, 간혹 CNN 워싱턴 D.C 스튜디오에서도 생방송으로 진행하기도 한다.

## 포맷
프로그램은 오후 8시부터 9시까지 CNN과 CNN 인터내셔널을 통해 실시간으로 방송된다.
2007년 9월 26일부터 고화질(CNN HD) 방송을 시작하였다.